# Filz-Segge
Die Filz-Segge (Carex tomentosa), auch als Filzfrüchtige Segge bezeichnet, ist eine Pflanzenart aus der Gattung Seggen (Carex) innerhalb der Familie der Sauergrasgewächse (Cyperaceae).

## Beschreibung

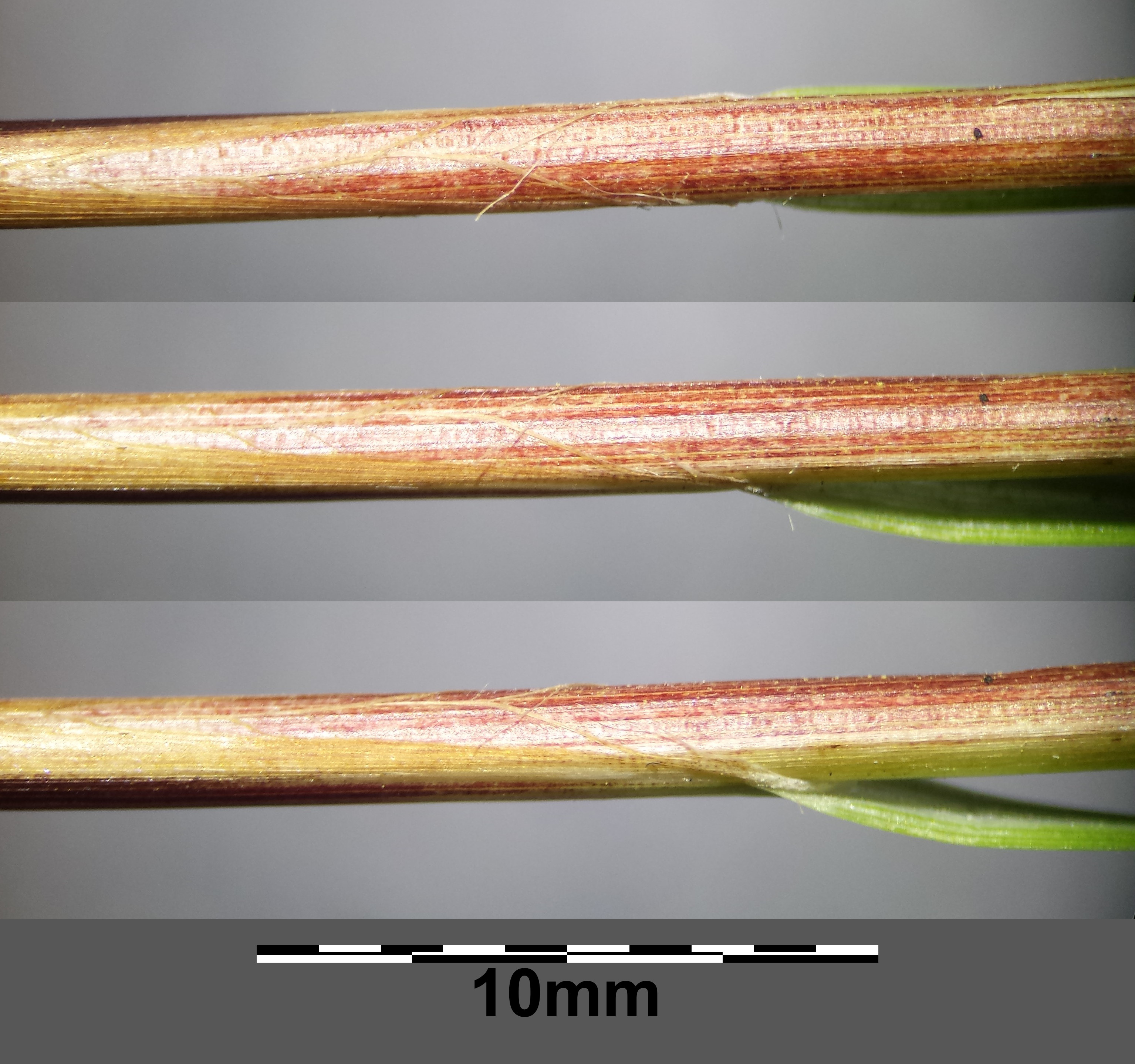
Die untersten Blattscheiden sind purpurn und zerfasern beim Aufreißen netzartig.

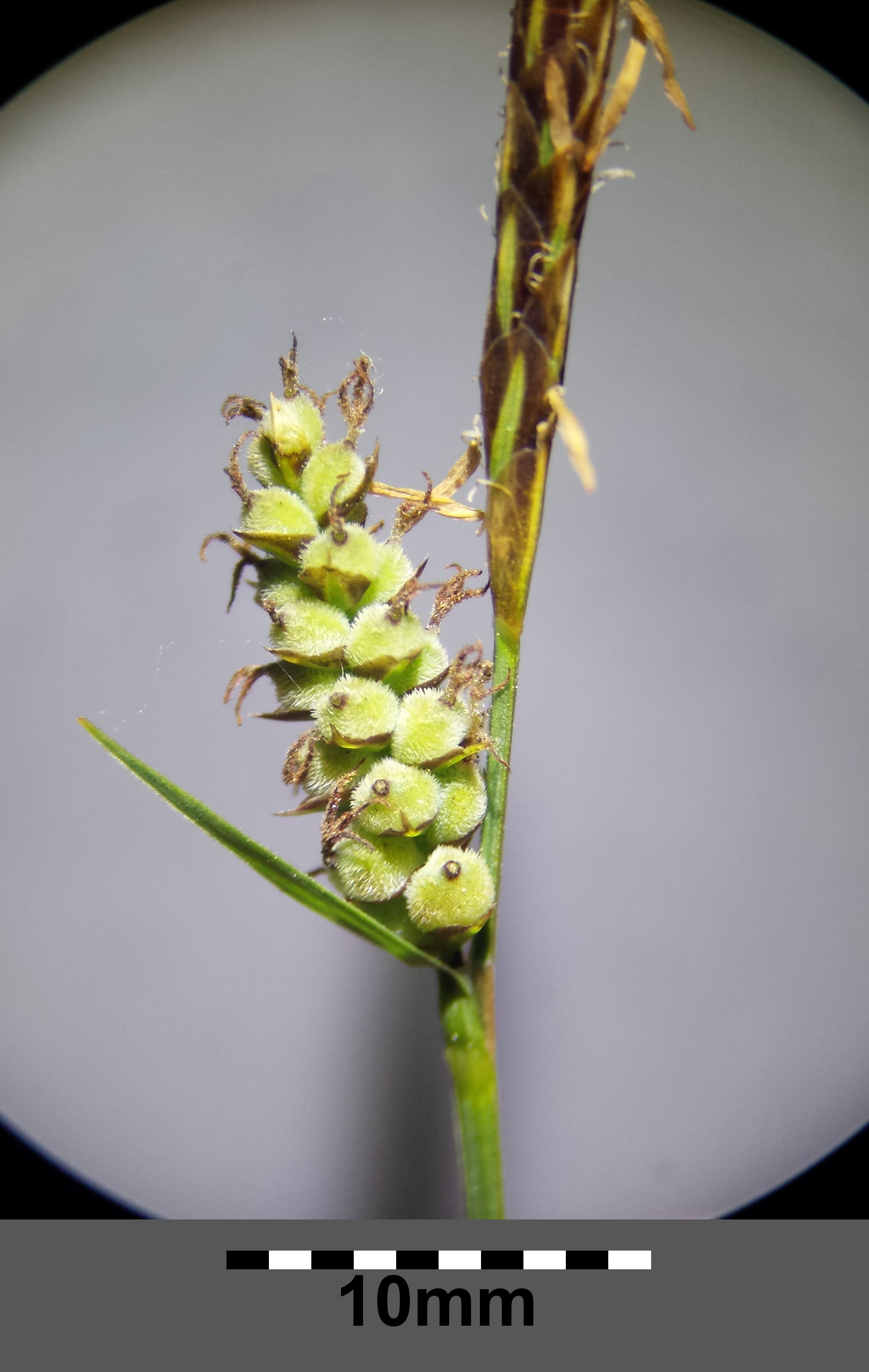
Blütenstand mit oben einer ♂ und unten einer ♀ Ähre.

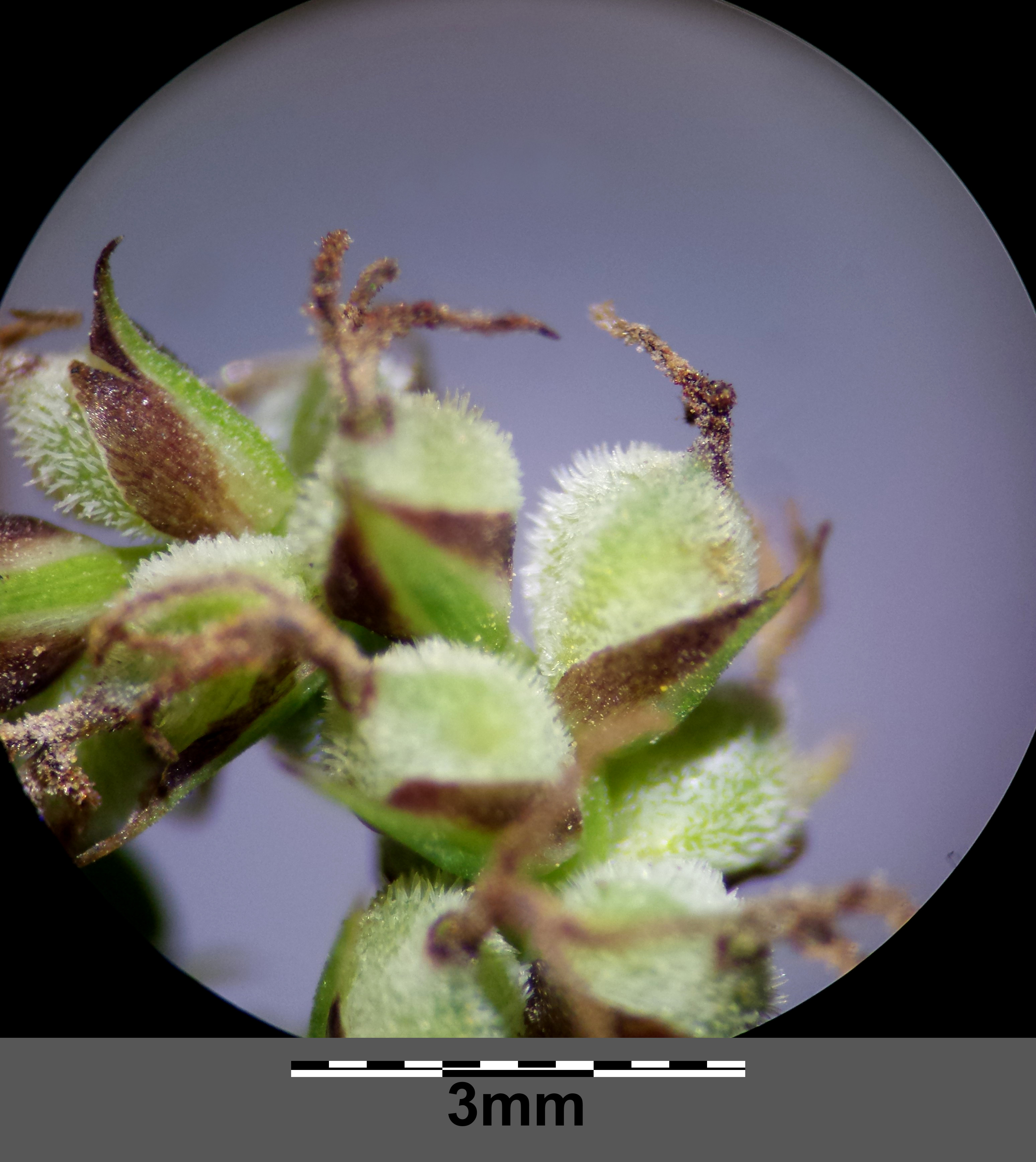
♀ Ähre (Ausschnitt), die Schläuche sind dicht weißlich-kurzhaarig.

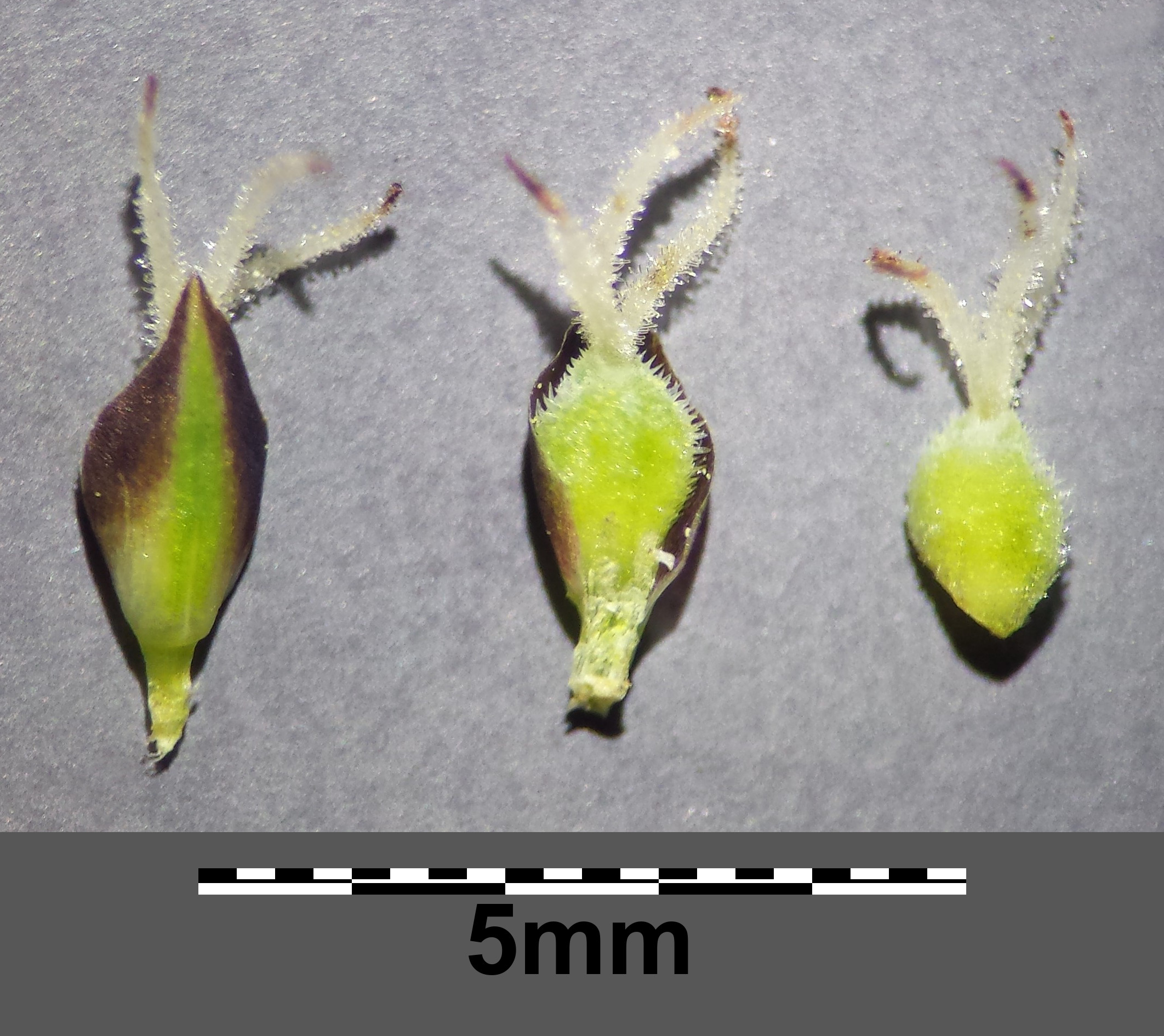
Feinflaumig behaarter Schlauch mit drei Narben und Deckblatt

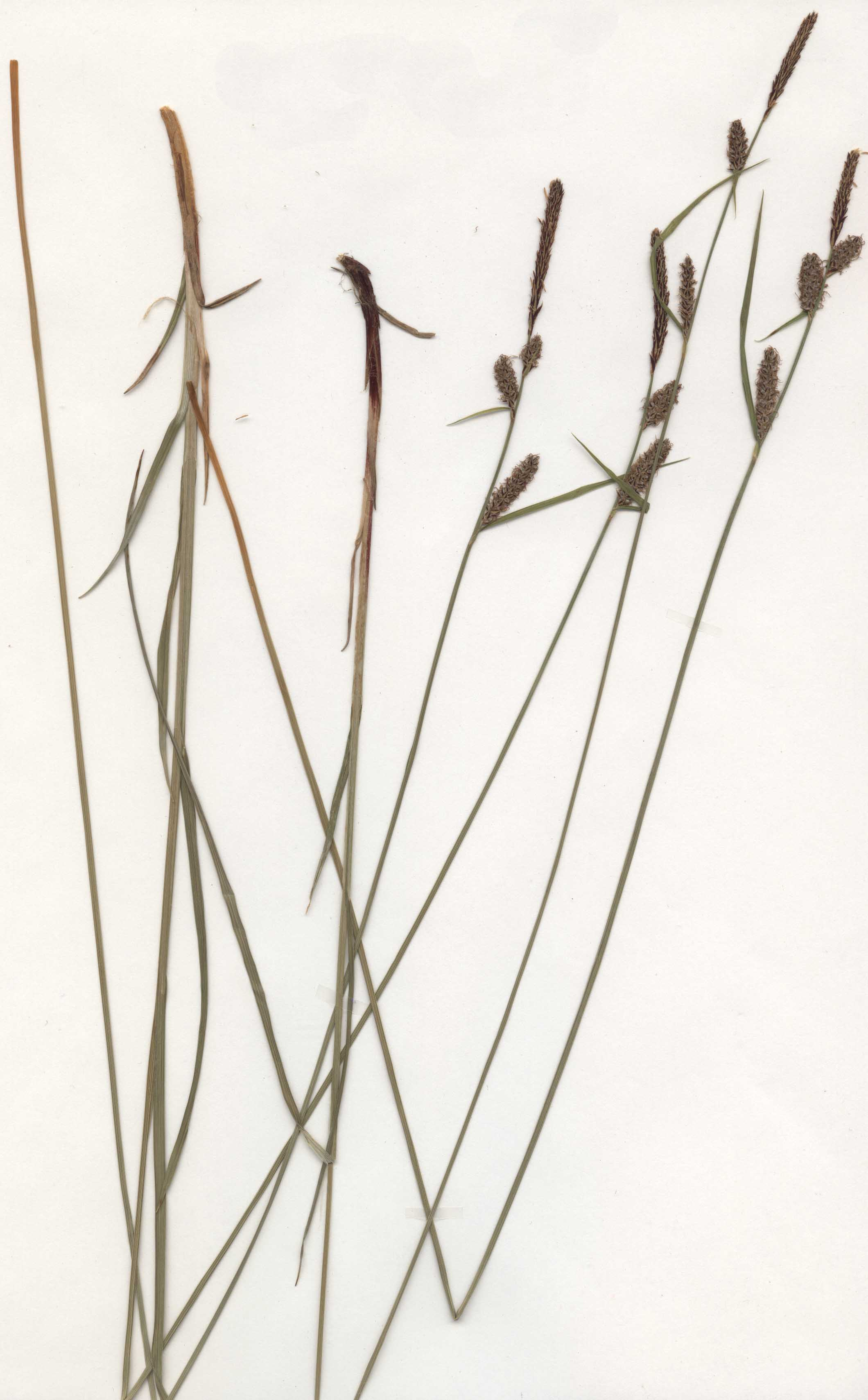
Herbarbeleg

### Vegetative Merkmale
Die Filz-Segge ist eine ausdauernde, krautige Pflanze, die Wuchshöhen von 10 bis, meist 20 bis 50 Zentimetern erreicht. Die Ausläufer sind bis 20 Zentimeter lang, etwa 1 Millimeter dick und mit rot- bis dunkel-braunen Schuppen bedeckt. Der steif aufrechte, stumpf dreikantige Stängel ist nur im oberen Bereich rau behaart und besitzt am Grunde schwarz-rote Blattscheiden. Die Stängelblätter sind grau-grün, 1,5 bis 2, selten bis zu 2,5 Millimeter und allmählich in eine dreikantige Spitze verschmälert.

### Generative Merkmale
Blütezeit ist April bis Juni. Der Blütenstand ist mit einer Länge von 2 bis 4, selten bis zu 5 Zentimetern relativ kurz. Das unterste Tragblatt ist laubartig und überragt das zugehörige Ährchen; es ist aber nicht länger als der Blütenstand, zuletzt steht es oft waagerecht ab. Meist besitzt die Filz-Segge ein bis zwei weibliche und ein endständiges männliches Ährchen. Die weiblichen Ährchen sind bei einer Länge von 0,5 bis 1,5 Zentimetern walzlich, kurz gestielt und das unterste steht etwas entfernt. Das männliche Ährchen ist bei einer Länge von 7 bis 15, selten bis zu 20 Millimetern sowie einer Breite von 4 bis 5 Millimetern länglich-zylindrisch. Die Spelzen der männlichen Ähren sind bei einer Länge von 5 bis 6 Millimetern sowie einer Breite von etwa 1,5 Millimetern lanzettlich, hell- bis dunkel-braun mit grünem Mittelstreifen. Die Spelzen der weiblichen Ährchen sind eiförmig mit sehr kurzer, etwas rauer Stachelspitze, rot-braun und besitzen einen grünen Mittelnerv; sie sind zuletzt kürzer als die Fruchtschläuche. Die Fruchtschläuche sind bei einer Länge von 2 bis 2,5 Millimetern sowie einem Durchmesser von etwa 1,5 Millimetern kugelig-verkehrt-eiförmig, hell-grün und dicht weißlich filzig behaart; sie sind nach oben in den sehr kurzen, etwas ausgerandeten Schnabel verschmälert. Der Fruchtknoten trägt drei Narben.
Die fruchtenden Ährchen sind weißlich und braun gescheckt. Die grünlich-gelbe bis grau-braune Frucht ist bei einer Länge von etwa 1,5 Millimetern sowie einem Durchmesser von etwa 1 Millimeter eiförmig und dreikantig,.
Die Chromosomenzahl beträgt 2n = 48.

## Vorkommen und Artenschutz
Carex tomentosa kommt von Süd-Skandinavien und England bis Norditalien, den Balkan und östlich bis Westsibirien, Zentralasien und Jakutien vor. Sie ist ein gemäßigt-kontinentales Florenelement. In Europa kommt sie in fast allen Ländern vor und fehlt nur in Portugal, Irland, Island, Norwegen, Finnland, Litauen, Lettland und Dänemark.
Carex tomentosa kommt in Mitteleuropa zerstreut vor. In Österreich ist die Art zerstreut vorkommend und gefährdet, während sie in der Schweiz allgemein verbreitet vorkommt. Die Filz-Segge tritt in Deutschland nur im mittleren und südlichen Gebiet zerstreut auf. Sie fehlt in Norddeutschland wie auch in den Mittelgebirgen und in den Alpen in größeren Gebieten.
Sie besiedelt vorzugsweise wechselfeuchte Wiesen, Grabenränder und lichte, etwas feuchte Laubwälder. In den Allgäuer Alpen übersteigt sie kaum die 800-Meter-Höhengrenze. In den Alpen erreicht sie vereinzelt 2000 Meter; im Kanton Wallis erreicht sie bei Zermatt 2300 Meter.
Die ökologischen Zeigerwerte nach Landolt et al. 2010 sind in der Schweiz: Feuchtezahl F = 3+w+ (feucht aber stark wechselnd), Lichtzahl L = 4 (hell), Reaktionszahl R = 4 (neutral bis basisch), Temperaturzahl T = 3+ (unter-montan und ober-kollin), Nährstoffzahl N = 2 (nährstoffarm), Kontinentalitätszahl K = 4 (subkontinental).
Die Filz-Segge gedeiht sie meist auf sommertrockenen, aber winter- und frühjahrsfeuchten, lehmigen oder tonigen, kalk- oder basenreichen, stickstoffarmen Böden an nicht zu beschatteten Standorten. Sie ist ein Charakterart der Ordnung Molinietalia, kommt aber auch im Querco-Ulmetum des Verbands Alno-Ulmion vor.
Die Filz-Segge erträgt Düngung schlecht, und sie ist daher vielerorts aus Grünlandstandorten verschwunden. In feuchten Streuwiesen kam sie noch um 1900 in größeren Beständen in Mitteleuropa vor. In der Roten Liste der gefährdeten Pflanzenarten Deutschlands ist sie in Kategorie 3 = „gefährdet“. In der Schweiz gilt sie als „potentiell gefährdet“.

## Taxonomie
Die Erstveröffentlichung dieser Art erfolgte 1753 durch Carl von Linné in Species Plantarum, Tomus II, S. 976 als Carex filiformis dazu wurde als Typus eine Illustration verwendet. Er selbst beschrieb 1767 die gleiche Art in Mantissa Plantarum, S. 123 unter dem treffenderen Namen Carex tomentosa ein weiteres Mal. Das Artepitheton tomentosa bedeutet „filzig“. Als Lectotypusmaterial wurde 1999 „Herb. Linn. no. 1100.43 (LINN)“ durch Egorova in Sedges Russia, S. 146 für Carex tomentosa L. festgelegt. Carex tomentosa ist der zumeist gebrauchte in der Literatur. Nach Euro+Med ist ohne dies zu begründen der dort verwendete wissenschaftliche Name Carex filiformis L. Doch bei Koopman et al. 2014 konnte diese kontroverse Diskussion zu Gunsten Carex tomentosa L. entschieden werden. Weitere Synonyme für Carex tomentosa L. sind: Carex brueckneri Kük., Carex caesia Griseb., Carex grasmanniana (O.Lang) Rabenh. ex Steud., Carex nordmannii A.Kern. ex Palla, Carex sphaerocarpa Ehrh., Carex subvillosa M.Bieb., Carex tomentosa var. caesia (Griseb.) Nyman, Carex tomentosa var. decalvescens Kük., Carex tomentosa subsp. globifera (Schur) Asch., Carex tomentosa var. globifera Schur, Carex tomentosa var. gracillima Schur, Carex tomentosa subsp. grasmanniana (O.Lang) Asch., Carex tomentosa var. grasmanniana (O.Lang) Asch., Carex tomentosa var. lucana A.Terracc., Carex tomentosa subsp. nordmannii (A.Kern. ex Palla) K.Richt., Carex tomentosa subsp. subvillosa (M.Bieb.) Nyman.